# Джерусалем пост
«The Jerusalem Post» — щоденна ізраїльська газета, що виходить англійською та французькою мовами. Заснована в Єрусалимі 1932 року під назвою «Palestine Post».

## Історія
Газета «Palestine Post» була заснована 1 грудня 1932 року журналістом Гершоном Агроном.

## Політична орієнтація
В історії газети були періоди різкої зміни її політичної орієнтації, що завдало певних збитків JPost.
До 1989 року «Джерусалем пост» мала сильний лівий ухил. Після того, як її придбав Конрад Блек, вона стала правою, що призвело до втрати колишніх читачів — її наклад скоротився вдвічі. Цим скористалась газета «Гаарец», що почала видавати свій англомовний варіант. Значна частина колишніх журналістів залишила газету, заснувавши тижневик «Джерусалем рипот». 2004 року газета знову змінила власників і політичну орієнтацію, що, втім, не повернуло підписників.

## Відомі автори JPost
- Амоц Аса-Ель
- Алон Бен-Меїр
- Шмулі Ботах
- Керолайн Глік
- Алан Дершовіц

## Головні редактори газети[8]
- Гершон Агрон (1932—1955)
- Тед Лур'є (1955—1974)
- Леа Бен-Дор (1974—1975)
- Арі Рат[en] та Ервін Френкель (1975—1989)
- Давід Грос (1990—1992)
- Давід Бар-Ілан (1992—1996)
- Джеф Барак (1996—1999)
- Давід Маковскі (1999—2000)
- Карл Шраг (2000)
- Джефф Барак (2000—2002)
- Брет Стефенс (2002—2004)
- Дейвід Горовіц[en] (2004—2011)
- Стів Линді (2011—2016)
- Яков Кац (2016-2023)
- Аві Маєр (2023-)